# Alfenus calamistratus
Alfenus calamistratus är en spindelart som beskrevs av Simon 1902. Alfenus calamistratus ingår i släktet Alfenus och familjen hoppspindlar. Inga underarter finns listade i Catalogue of Life.